# مدرسه دلا سال فریر
مدرسه دلا سال فریر (عربی: كلية دي لاسال الفرير) یک مدرسه کاتولیک در امان، اردن یکی از بزرگترین مدارس در اردن است.

## مشخصات
یکی از بهترین مدارس امان است. مدرسه د لا سال فریر در سال ۱۹۵۰ تأسیس شد. این مدرسه بزرگترین مدرسه در جهان از لحاظ داشتن شعبه‌های متعدد و گستردگی درکشورهای عربی و اروپایی و ایالات متحده می‌باشد. این مدرسه دارای تاریخچه بسیار طولانی است که بسیاری از مقامات ارشد و وزرا از آن فارغ‌التحصیل شده‌اند از جمله فیصل عاکف الفیز، نخست‌وزیر سابق اردن، و بسیاری از وزرا و نمایندگان دیگر، از آن فارغ‌التحصیل شده‌اند.